# UEFA Liga prvaka 2010./11.
UEFA Liga prvaka 2010./11. je bilo 56. izdanje UEFA Lige prvaka, 19. po ovom formatu (drugo po novom kvalifikacijskom formatu). Finale je održano na stadionu Wembley u Londonu Engleska. Prvakom je postala momčad Barcelone drugi put u tri godine, pobijedivši Manchester United u finalu rezultatom 3:1. Branitelj naslova, Internazionale, ispao je u četvrtfinalu od njemačkog Schalkea.
Barcelona se kao pobjednik kvalificirala za UEFA Superkup i FIFA Svjetsko klupsko prvenstvo.

## Momčadi u natjecanju
U sezoni 2010./2011. ostale su promjene iz sezone 2009./10., samo su 4 prvaka liga igrala prvom pretkolu, a ostali slabije rangirani prvaci su se plasirali izravno u drugo pretkolo.
Broj klubova po UEFA-inom rangu:
- Države ranga od 1 do 3 imaju 4 kluba
- Države ranga od 4 do 6 imaju 3 kluba
- Države ranga od 7 do 15 imaju 2 kluba
- Države ranga od 15 do 63 imaju 1 klub (bez Lihtenštajna)

## Kvalifikacije

### Prvo pretkolo
Ždrijeb prvog pretkola kvalifikacija je održan 21. lipnja 2009. godine u Nyonu. Prve utakmice su se odigrale 29. i 30. lipnja, a uzvrati 6. i 7. srpnja 2009.
| Prva momčad  | Rez. | Druga momčad   | 1. ut. | 2. ut. |
| ------------ | ---- | -------------- | ------ | ------ |
| Tre Fiori    | 1:7  | Rudar Pljevlja | 0:3    | 1:4    |
| Santa Coloma | 3:7  | Birkirkara     | 0:3*   | 3:4    |

* Rezultat dodijeljen

### Drugo pretkolo
Prve utakmice drugog pretkola igrane su 13. i 14. srpnja, a uzvrati 20. i 21. srpnja 2010.
| Prva momčad        | Rez.       | Druga momčad   | 1. ut. | 2. ut.    |
| ------------------ | ---------- | -------------- | ------ | --------- |
| Liepājas Metalurgs | 0:5        | Sparta Prag    | 0:3    | 0:2       |
| Aktobe             | 3:1        | Olimpi Rustavi | 2:0    | 1:1       |
| Levadia            | 3:4        | Debrecen       | 1:1    | 2:3       |
| Partizan           | 4:1        | Pyunik         | 3:1    | 1:0       |
| Inter Baku         | 1:1 (8:9p) | Lech Poznań    | 0:1    | 1:0 (pr.) |
| Dinamo Zagreb      | 5:4        | Koper          | 5:1    | 0:3       |
| Liteks Loveč       | 5:0        | Rudar Pljevlja | 1:0    | 4:0       |
| Birkirkara         | 1:3        | Žilina         | 1:0    | 0:3       |
| Sheriff Tiraspol   | 3:2        | Dinamo Tirana  | 3:1    | 0:1       |
| Hapoel Tel-Aviv    | 6:0        | Željezničar    | 5:0    | 1:0       |
| Omonia             | 5:0        | Renova         | 3:0    | 2:0       |
| Red Bull Salzburg  | 5:1        | HB Tórshavn    | 5:0    | 0:1       |
| Bohemians          | 1:4        | The New Saints | 1:0    | 0:4       |
| BATE               | 6:1        | FH             | 5:1    | 1:0       |
| AIK                | 1:0        | Jeunesse Esch  | 1:0    | 0:0       |
| Linfield           | 0:2        | Rosenborg      | 0:0    | 0:2       |
| Ekranas            | 1:2        | HJK Helsinki   | 1:0    | 0:2 (pr.) |

### Treće pretkolo
Ždrijeb za treće pretkolo održan je u Nyonu, 16. srpnja 2010. godine. Prve utakmice su se odigrale 27. i 28. srpnja, dok su uzvrati igrani 3. i 4. kolovoza 2010.
| Prva momčad            | Rez.                 | Druga momčad         | 1. ut.               | 2. ut.               |                      |
| Natjecanje za prvake   | Natjecanje za prvake | Natjecanje za prvake | Natjecanje za prvake | Natjecanje za prvake | Natjecanje za prvake |
| ---------------------- | -------------------- | -------------------- | -------------------- | -------------------- | -------------------- |
| Sparta Prag            | 2:0                  | Lech Poznań          | 1:0                  | 1:0                  |                      |
| Aktobe                 | 2:3                  | Hapoel Tel-Aviv      | 1:0                  | 1:3                  |                      |
| Sheriff Tiraspol       | 2:2 (6:5p)           | Dinamo Zagreb        | 1:1                  | 1:1 (pr.)            |                      |
| Liteks Loveč           | 2:4                  | Žilina               | 1:1                  | 1:3                  |                      |
| Debrecen               | 1:5                  | Basel                | 0:2                  | 1:3                  |                      |
| AIK                    | 0:4                  | Rosenborg            | 0:1                  | 0:3                  |                      |
| Partizan               | 5:1                  | HJK Helsinki         | 3:0                  | 2:1                  |                      |
| BATE                   | 2:3                  | København            | 0:0                  | 2:3                  |                      |
| The New Saints         | 1:6                  | Anderlecht           | 1:3                  | 0:3                  |                      |
| Omonia                 | 2:5                  | Red Bull Salzburg    | 1:1                  | 1:4                  |                      |
| Natjecanje za neprvake |                      |                      |                      |                      |                      |
| Ajax                   | 4:4(g)               | PAOK                 | 1:1                  | 3:3                  |                      |
| Dinamo Kijev           | 6:1                  | Gent                 | 3:0                  | 3:1                  |                      |
| Young Boys             | 3:2                  | Fenerbahçe           | 2:2                  | 1:0                  |                      |
| Sporting Braga         | 4:2                  | Celtic               | 3:0                  | 1:2                  |                      |
| Unirea Urziceni        | 0:1                  | Zenit Petrograd      | 0:0                  | 0:1                  |                      |

## Razigravanje
Ždrijeb za razigravanje (play-off) je održan 6. kolovoza 2010. Razigravanje je, kao treće pretkolo, podijeljeno u dva dijela: jedan za prvake domaćih liga, a drugi za one koji nisu osvojili ligu. Gubitnici play-offa ispadaju u natjecanje po skupinama Europske lige 2010./11.
Prve su utakmice igrane 17. i 18. kolovoza, a uzvrati 24. i 24. kolovoza 2010.
| Prva momčad            | Rez.                 | Druga momčad         | 1. ut.               | 2. ut.               |                      |
| Natjecanje za prvake   | Natjecanje za prvake | Natjecanje za prvake | Natjecanje za prvake | Natjecanje za prvake | Natjecanje za prvake |
| ---------------------- | -------------------- | -------------------- | -------------------- | -------------------- | -------------------- |
| Red Bull Salzburg      | 3:4                  | Hapoel Tel-Aviv      | 2:3                  | 1:1                  |                      |
| Rosenborg              | 2:2(g)               | København            | 2:1                  | 0:1                  |                      |
| Basel                  | 4:0                  | Sheriff Tiraspol     | 1:0                  | 3:0                  |                      |
| Sparta Prag            | 0:3                  | Žilina               | 0:2                  | 0:1                  |                      |
| Partizan               | 4:4 (3:2p)           | Anderlecht           | 2:2                  | 2:2 (pr.)            |                      |
| Natjecanje za neprvake |                      |                      |                      |                      |                      |
| Young Boys             | 3:6                  | Tottenham Hotspur    | 3:2                  | 0:4                  |                      |
| Sporting Braga         | 5:3                  | Sevilla              | 1:0                  | 4:3                  |                      |
| Werder Bremen          | 5:4                  | Sampdoria            | 3:1                  | 2:3 (pr.)            |                      |
| Zenit Petrograd        | 1:2                  | Auxerre              | 1:0                  | 0:2                  |                      |
| Dinamo Kijev           | 2:3                  | Ajax                 | 1:1                  | 1:2                  |                      |

## Natjecanje po skupinama
Ždrijeb skupina održan je 26. kolovoza u Monte Carlu u Monaku. U svakoj skupini, momčadi igraju po dvije utakmice s ostalim ekipama u skupini. Utakmice natjecanja po skupinama igraju se utorkom i srijedom, i to 14. – 15. rujna, 28. – 29. rujna, 19. – 20. listopada, 2. – 3. studenog, 23. – 24. studenog, i 7. – 8. prosinca 2010. Pobjednici i drugoplasirani u svakoj skupini prolaze u osminu finala, dok trećeplasirani idu u šesnaestinu finala Europske lige.
Bursaspor, Hapoel Tel-Aviv, Sporting Braga, Tottenham Hotspur, Twente i Žilina su debitirali u natjecanju po skupinama Lige prvaka ove sezone.
| Tablica boja                                            |
| ------------------------------------------------------- |
| Momčadi su prošle su u drugi krug natjecanja            |
| Momčadi su prošle su u šesnaestinu finala Europske lige |
| Momčadi su ispale su iz Europskih natjecanja            |

### Skupina A
| Momčad            | Uta. | Pob. | Izj. | Por. | PoG. | PrG. | GR | Bod. |
| ----------------- | ---- | ---- | ---- | ---- | ---- | ---- | -- | ---- |
| Tottenham Hotspur | 6    | 3    | 2    | 1    | 18   | 11   | +7 | 11   |
| Internazionale    | 6    | 3    | 1    | 2    | 12   | 11   | +1 | 10   |
| Twente            | 6    | 1    | 3    | 2    | 9    | 11   | −2 | 6    |
| Werder Bremen     | 6    | 1    | 2    | 3    | 6    | 12   | −6 | 5    |

|                   | INT | TOT | TWE | BRM |
| ----------------- | --- | --- | --- | --- |
| Internazionale    | –   | 4:3 | 1:0 | 4:0 |
| Tottenham Hotspur | 3:1 | –   | 4:1 | 3:0 |
| Twente            | 2:2 | 3:3 | –   | 1:1 |
| Werder Bremen     | 3:0 | 2:2 | 0:2 | –   |

### Skupina B
| Momčad          | Uta. | Pob. | Izj. | Por. | PoG. | PrG. | GR | Bod. |
| --------------- | ---- | ---- | ---- | ---- | ---- | ---- | -- | ---- |
| Schalke 04      | 6    | 4    | 1    | 1    | 10   | 3    | +7 | 13   |
| Lyon            | 6    | 3    | 1    | 2    | 11   | 10   | +1 | 10   |
| Benfica         | 6    | 2    | 0    | 4    | 7    | 12   | −5 | 6    |
| Hapoel Tel-Aviv | 6    | 1    | 2    | 3    | 7    | 10   | −3 | 5    |

|                 | BEN | HTA | OL  | SCH |
| --------------- | --- | --- | --- | --- |
| Benfica         | –   | 2:0 | 4:3 | 1:2 |
| Hapoel Tel Aviv | 3:0 | –   | 1:2 | 0:0 |
| Lyon            | 2:0 | 2:2 | –   | 1:0 |
| Schalke 04      | 2:0 | 3:1 | 3:0 | –   |

### Skupina C
| Momčad            | Uta. | Pob. | Izj. | Por. | PoG. | PrG. | GR  | Bod. |
| ----------------- | ---- | ---- | ---- | ---- | ---- | ---- | --- | ---- |
| Manchester United | 6    | 4    | 2    | 0    | 7    | 1    | +6  | 14   |
| Valencia          | 6    | 3    | 2    | 1    | 15   | 4    | +11 | 11   |
| Rangers           | 6    | 1    | 3    | 2    | 3    | 6    | −3  | 6    |
| Bursaspor         | 6    | 0    | 1    | 5    | 2    | 16   | −14 | 1    |

|                   | BRS | MU  | RAN | VAL |
| ----------------- | --- | --- | --- | --- |
| Bursaspor         | –   | 0:3 | 1:1 | 0:4 |
| Manchester United | 1:0 | –   | 0:0 | 1:1 |
| Rangers           | 1:0 | 0:1 | –   | 1:1 |
| Valencia          | 6:1 | 0:1 | 3:0 | –   |

### Skupina D
| Momčad        | Uta. | Pob. | Izj. | Por. | PoG. | PrG. | GR  | Bod. |
| ------------- | ---- | ---- | ---- | ---- | ---- | ---- | --- | ---- |
| Barcelona     | 6    | 4    | 2    | 0    | 14   | 3    | +11 | 14   |
| København     | 6    | 3    | 1    | 2    | 7    | 5    | +2  | 10   |
| Rubin Kazan   | 6    | 1    | 3    | 2    | 2    | 4    | −2  | 6    |
| Panathinaikos | 6    | 0    | 2    | 4    | 2    | 13   | −11 | 2    |

|               | BAR | KØB | PAN | RUB |
| ------------- | --- | --- | --- | --- |
| Barcelona     | –   | 2:0 | 5:1 | 2:0 |
| København     | 1:1 | –   | 3:1 | 1:0 |
| Panathinaikos | 0:3 | 0:2 | –   | 0:0 |
| Rubin Kazan   | 1:1 | 1:0 | 0:0 | –   |

### Skupina E
| Momčad         | Uta. | Pob. | Izj. | Por. | PoG. | PrG. | GR  | Bod. |
| -------------- | ---- | ---- | ---- | ---- | ---- | ---- | --- | ---- |
| Bayern München | 6    | 5    | 0    | 1    | 16   | 6    | +10 | 15   |
| Roma           | 6    | 3    | 1    | 2    | 10   | 11   | −1  | 10   |
| Basel          | 6    | 2    | 0    | 4    | 8    | 10   | −3  | 6    |
| CFR Cluj       | 6    | 1    | 1    | 4    | 6    | 12   | −6  | 4    |

|                | BSL | BAY | CFR | ROM |
| -------------- | --- | --- | --- | --- |
| Basel          | –   | 1:2 | 1:0 | 2:3 |
| Bayern München | 3:0 | –   | 3:2 | 2:0 |
| CFR Cluj       | 2:1 | 0:4 | –   | 1:1 |
| Roma           | 1:3 | 3:2 | 2:1 | –   |

### Skupina F
| Momčad         | Uta. | Pob. | Izj. | Por. | PoG. | PrG. | GR  | Bod. |
| -------------- | ---- | ---- | ---- | ---- | ---- | ---- | --- | ---- |
| Chelsea        | 6    | 5    | 0    | 1    | 14   | 4    | +10 | 15   |
| Marseille      | 6    | 4    | 0    | 2    | 12   | 3    | +9  | 12   |
| Spartak Moskva | 6    | 3    | 0    | 3    | 7    | 10   | −3  | 9    |
| Žilina         | 6    | 0    | 0    | 6    | 3    | 19   | −16 | 0    |

|                | CHE | OM  | SPM | ŽIL |
| -------------- | --- | --- | --- | --- |
| Chelsea        | –   | 2:0 | 4:1 | 2:1 |
| Marseille      | 1:0 | –   | 0:1 | 1:0 |
| Spartak Moskva | 0:2 | 0:3 | –   | 3:0 |
| Žilina         | 1:4 | 0:7 | 1:2 | –   |

### Skupina G
| Momčad      | Uta. | Pob. | Izj. | Por. | PoG. | PrG. | GR  | Bod. |
| ----------- | ---- | ---- | ---- | ---- | ---- | ---- | --- | ---- |
| Real Madrid | 6    | 5    | 1    | 0    | 15   | 2    | +13 | 16   |
| Milan       | 6    | 2    | 2    | 2    | 7    | 7    | 0   | 8    |
| Ajax        | 6    | 2    | 1    | 3    | 6    | 10   | −4  | 7    |
| Auxerre     | 6    | 1    | 0    | 5    | 3    | 12   | −9  | 3    |

|             | AJX | AUX | MIL | RM  |
| ----------- | --- | --- | --- | --- |
| Ajax        | –   | 2:1 | 1:1 | 0:4 |
| Auxerre     | 2:1 | –   | 0:2 | 0:1 |
| Milan       | 0:2 | 2:0 | –   | 2:2 |
| Real Madrid | 2:0 | 4:0 | 2:0 | –   |

### Skupina H
| Momčad         | Uta. | Pob. | Izj. | Por. | PoG. | PrG. | GR  | Bod. |
| -------------- | ---- | ---- | ---- | ---- | ---- | ---- | --- | ---- |
| Šahtar Donjeck | 6    | 5    | 0    | 1    | 12   | 6    | +6  | 15   |
| Arsenal        | 6    | 4    | 0    | 2    | 18   | 7    | +11 | 12   |
| Sporting Braga | 6    | 3    | 0    | 3    | 5    | 11   | −6  | 9    |
| Partizan       | 6    | 0    | 0    | 6    | 2    | 13   | −11 | 0    |

|                | ARS | BRG | PTZ | SHK |
| -------------- | --- | --- | --- | --- |
| Arsenal        | –   | 6:0 | 3:1 | 5:1 |
| Sporting Braga | 2:0 | –   | 2:0 | 0:3 |
| Partizan       | 1:3 | 0:1 | –   | 0:3 |
| Šahtar Donjeck | 2:1 | 2:0 | 1:0 | –   |

## Drugi dio natjecanja
Drugi dio Lige prvaka trajao je od veljače do svibnja 2011., preko osmine finala. četvrtfinala, polufinala, i finala 28. svibnja na stadionu Wembley u Londonu.

### Osmina finala
Ždrijeb osmine finala održan je 17. prosinca 2010. u UEFA-inom sjedšitu u Nyonu, Švicarska. Prve su se utakmice igrale 15., 16., 22. i 23. veljače, a uzvrati 8., 9., 15. i 16. ožujka 2011.
| Prva momčad    | Rez.   | Druga momčad      | 1. ut. | 2. ut. |
| -------------- | ------ | ----------------- | ------ | ------ |
| Roma           | 2:6    | Šahtar Donjeck    | 2:3    | 0:3    |
| Milan          | 0:1    | Tottenham Hotspur | 0:1    | 0:0    |
| Valencia       | 2:4    | Schalke 04        | 1:1    | 1:3    |
| Internazionale | 3:3(g) | Bayern München    | 0:1    | 3:2    |
| Lyon           | 1:4    | Real Madrid       | 1:1    | 0:3    |
| Arsenal        | 3:4    | Barcelona         | 2:1    | 1:3    |
| Marseille      | 1:2    | Manchester United | 0:0    | 1:2    |
| København      | 0:2    | Chelsea           | 0:2    | 0:0    |

### Četvrtfinale
Ždrijeb četvrtfinala je zadnji ždrijeb natjecanja u ovoj sezoni i održan je u švicarskom Nyonu, 18. ožujka. Prve utakmice četvrtfinala odigrane su 5. i 6. travnja 2011., dok su uzvrati igrani 12. i 13. travnja.
| Prva momčad    | Rez. | Druga momčad      | 1. ut. | 2. ut. |
| -------------- | ---- | ----------------- | ------ | ------ |
| Real Madrid    | 5:0  | Tottenham Hotspur | 4:0    | 1:0    |
| Chelsea        | 1:3  | Manchester United | 0:1    | 1:2    |
| Barcelona      | 6:1  | Šahtar Donjeck    | 5:1    | 1:0    |
| Internazionale | 3:7  | Schalke 04        | 2:5    | 1:2    |

### Polufinale
Prve polufinalne utakmice igrane su 26. i 27. travnja, dok su uzvrati odigrani 3. i 4. svibnja 2011.
| Prva momčad | Rez. | Druga momčad      | 1. ut. | 2. ut. |
| ----------- | ---- | ----------------- | ------ | ------ |
| Schalke 04  | 1:6  | Manchester United | 0:2    | 1:4    |
| Real Madrid | 1:3  | Barcelona         | 0:2    | 1:1    |

### Finale
Devetnaesto finale UEFA Lige prvaka, ukupno 56., održano je 28. svibnja 2011. između dvaju pobjednika polufinala, Manchester Uniteda i Barcelone. Po šesti put, finale je igrano na londonskom Wembleyju, ali prvi put na novom stadionu. Pobijedivši rezultatom od 3:1, pobjednikom je postala španjolska Barcelona.
| 28. svibnja 2011. 19:45 (BST) |             |                   |                                                                                 |
| Barcelona                     | 3 : 1       | Manchester United | Wembley Stadium, London Broj gledatelja: 87 695 Sudac: Viktor Kassai (Mađarska) |
| Pedro 27' Messi 54' Villa 69' | (izvještaj) | Rooney 34'        | Wembley Stadium, London Broj gledatelja: 87 695 Sudac: Viktor Kassai (Mađarska) |

## Najbolji strijelci
| #   | Igrač              | Momčad            | Gol. | Nast. | Odigrane min. |
| --- | ------------------ | ----------------- | ---- | ----- | ------------- |
| 1.  | Lionel Messi       | Barcelona         | 12   | 13    | 1047          |
| 2.  | Mario Gómez        | Bayern München    | 8    | 8     | 607           |
| 2.  | Samuel Eto'o       | Internazionale    | 8    | 10    | 900           |
| 4.  | Nicolas Anelka     | Chelsea           | 7    | 9     | 584           |
| 5.  | Karim Benzema      | Real Madrid       | 6    | 8     | 372           |
| 5.  | Roberto Soldado    | Valencia          | 6    | 7     | 416           |
| 5.  | Cristiano Ronaldo  | Real Madrid       | 6    | 12    | 1021          |
| 8.  | Pedro Rodríguez    | Barcelona         | 5    | 12    | 772           |
| 8.  | Raúl González      | Schalke 04        | 5    | 11    | 1077          |
| 10. | Eduardo            | Šahtar Donjeck    | 4    | 8     | 253           |
| 10. | Javier Hernández   | Manchester United | 4    | 9     | 550           |
| 10. | Marco Borriello    | Roma              | 4    | 8     | 518           |
| 10. | Peter Crouch       | Tottenham Hotspur | 4    | 8     | 581           |
| 10. | Zlatan Ibrahimović | Milan             | 4    | 8     | 652           |
| 10. | Gareth Bale        | Tottenham Hotspur | 4    | 7     | 735           |
| 10. | Jefferson Farfán   | Schalke 04        | 4    | 8     | 741           |
| 10. | Wayne Rooney       | Manchester United | 4    | 9     | 803           |
| 10. | Luiz Adriano       | Šahtar Donjeck    | 4    | 10    | 811           |
| 10. | David Villa        | Barcelona         | 4    | 12    | 943           |

- Izvor: Najbolji strijelci – UEFA